# Tiếng Pháp New England
Tiếng Pháp New England (tiếng Pháp: français de Nouvelle-Angleterre) là phương ngữ tiếng Pháp Canada được nói ở khu vực New England của Hoa Kỳ.
Tiếng Pháp New England là một trong những dạng chính của tiếng Pháp phát triển ở Hoa Kỳ ngày nay, còn lại là tiếng Pháp Louisiana và tiếng Pháp Missouri, tiếng Pháp Muskrat và tiếng Pháp Métis gần như biến mất. Phương ngữ này là dạng chủ yếu của tiếng Pháp được nói ở New England (ngoài tiếng Pháp chuẩn), ngoại trừ ở Thung lũng Saint John phía bắc Quận Aroostook, Maine, nơi tiếng Pháp Acadia chiếm ưu thế.
Phương ngữ này đang bị đe dọa. Sau chiến tranh thế giới thứ nhất, luật pháp đã cấm dạy học song ngữ bên ngoài các lớp học chuyên ngoại ngữ và trong những năm 1960 và 1970, một số trường công lập kỷ luật học sinh nói tiếng Pháp ở trường; tuy nhiên, trong những năm gần đây, nó đã nhận được sự quan tâm mới và được hỗ trợ bởi các chương trình giáo dục song ngữ tại chỗ kể từ năm 1987. Xu hướng tiếp tục giảm giáo dục song ngữ và ngoại ngữ đã ảnh hưởng đến sự phổ biến của ngôn ngữ này trong thế hệ trẻ kể từ năm 2010. Tuy nhiên, các chương trình văn hóa trong những năm gần đây đã dẫn đến sự quan tâm mới giữa các thế hệ cũ nói tiếng địa phương và dân số tị nạn mới đến từ cộng đồng Pháp ngữ Châu Phi tại các thành phố như Lewiston.

## Phương tiện truyền thông
Mặc dù không phát hành hàng tuần hoặc hàng tháng, tạp chí song ngữ France-Amérique có trụ sở tại New York viết tin tức định kỳ về các sự kiện và tổ chức cộng đồng Pháp ngữ ở New England. Ngoại trừ các ấn phẩm của nhóm tiếng Pháp như bản tin Boston Accueil, không có tạp chí định kỳ tiếng Pháp nào còn tồn tại ở New England ngày nay. Trong các phương tiện khác, ngôn ngữ này hiếm khi được tìm thấy, ngoại trừ bộ lặp điều biên (AM) tiếng Pháp Canada của Đài phát thanh Canada từ Quebec và một diễn đàn trực tuyến được duy trì bởi Tổ chức Cộng đồng Pháp ngữ Quốc tế, "Bienvenue à Boston".